# Molí de les Tries
El Molí de les Tries és un molí del municipi d'Olot que forma part de l'Inventari del Patrimoni Arquitectònic de Catalunya.

## Descripció
És un molí fariner bastit entre finals del segle xix i principis del segle xx. Té planta irregular, amb molts cossos afegits posteriorment. Disposa de planta baixa, dos pisos i golfes. El teulat és a dues aigües. Les obertures, són, en general, molt allargades, i gran part d'elles estan cegades, essent impossible esbrinar que és el que ha restat de les eines de l'interior. Els murs varen ser fets amb pedra volcànica, pedra menuda i estucats al damunt.

## Història
Durant la segona meitat del segle xix, a la vila d'Olot i a la comarca, es genera un fort nucli industrial. Entre Olot i Sant Joan les Fonts, especialment a les vores del riu Fluvià es comptabilitzaren una cinquantena de fàbriques de teixits, paper, filats, adobats, gèneres de punt, farines, barretines... es fan reformes i s'amplien els antics molins i se'n basteixen de nous. Amb l'arribada de l'any 1940, l'aiguat s'emporta els molins més petits, com el Molí petit de Sant Roc i deixa molt mal menats els més grans.